# 京东金融
京东金融（现已改名京东数字科技公司）是创立于京东集团内部的子公司品牌，法定代表人刘强东（2020年2月卸任）。是一个服务于数据科技行业公司，且于2013年10月开始独立运营，CEO为陈生强。

## 历史
- 获得贷款投资：京东金融在2015年发布农村金融以来，首次得到国际金融公司的认可 并在2018年6月份与世界银行姐妹机构、其成员之一的IFC（International Finance Corporation）达成合作共识，IFC为京东金融旗下两间子公司提供4亿人民币的贷款，用于发展农村金融贷款，其期限为3年[3]
- 品牌合并：2018年11月20日，京东金融CEO陈生强在2018京东数字科技全球探索者大会上宣布，京东金融品牌正式升级为“京东数字科技”简称‘京东数科’京东数科是由京东金融、京东城市、京东农牧、京东钼媒、京东少东家等多个子品牌合并起来的新有限责任公司，并且启用了全新的LOGO——JDDigits[4]。

## 事件

### 白条
發生過白条盗刷與大学生利用白条漏洞的事故。

### App安全
安卓版京东金融應用程式保存用户截屏图片在软件文件夹内。

### 争议广告事件
2020年12月，京东金融的一则广告视频引发了争议。视频中，一位农民工打扮的男子陪同母亲坐飞机，其母感觉不适、想要呕吐。男子要求开窗通风，被邻座乘客嘲笑。空姐向他推荐升舱，但男子手机上的余额仅剩53元人民币。这时，后排座位上一名穿西装的男子拿过农民工的手机，自称“升舱的钱我来出”，却在京东金融上为这位农民工借了钱，随后开始推销“京东金条”借贷服务。评论指责京东金融广告涉嫌歧视低收入群体。此外，还有人批评该广告有诱导嫌疑，没有详细解释用户借贷的代价。12月15日、17日，京东两次致歉。2021年5月20日，北京经济技术开发区管理委员会以「发布的广告宣扬了过度消费等不正确导向，存在严重价值观问题」为由，向京东金融关联公司罚款40万。

### 2024年双十一代言人广告事件
2024年10月14日，京东在社交媒体上发布消息称，京东买药将与脱口秀演员杨笠展开合作。因杨笠此前在脱口秀中的言论涉嫌性别歧视，京东此举引发争议，一些网民呼吁以退出京东Plus会员服务、投诉客服、赎回京东金融平台资金等方式表示抵制。10月17日，京东客服被曝在微博上公然辱骂要求退出Plus会员的用户，并随帖发出包含未经打码的用户隐私信息的图片。网络传言称京东金融平台因此事发生挤兑、暂时无法赎回现象，京东金融表示相关言论完全失实。京东删除相关内容后，于10月18日在社交媒体致歉，表示后续与相关演员没有合作计划。